# Cerkiew Świętych Wacława i Ludmiły w Třebíču
Cerkiew Świętych Wacława i Ludmiły – prawosławna cerkiew parafialna w Třebíču, w dekanacie igławskim eparchii ołomuniecko-brneńskiej Kościoła Prawosławnego Czech i Słowacji.

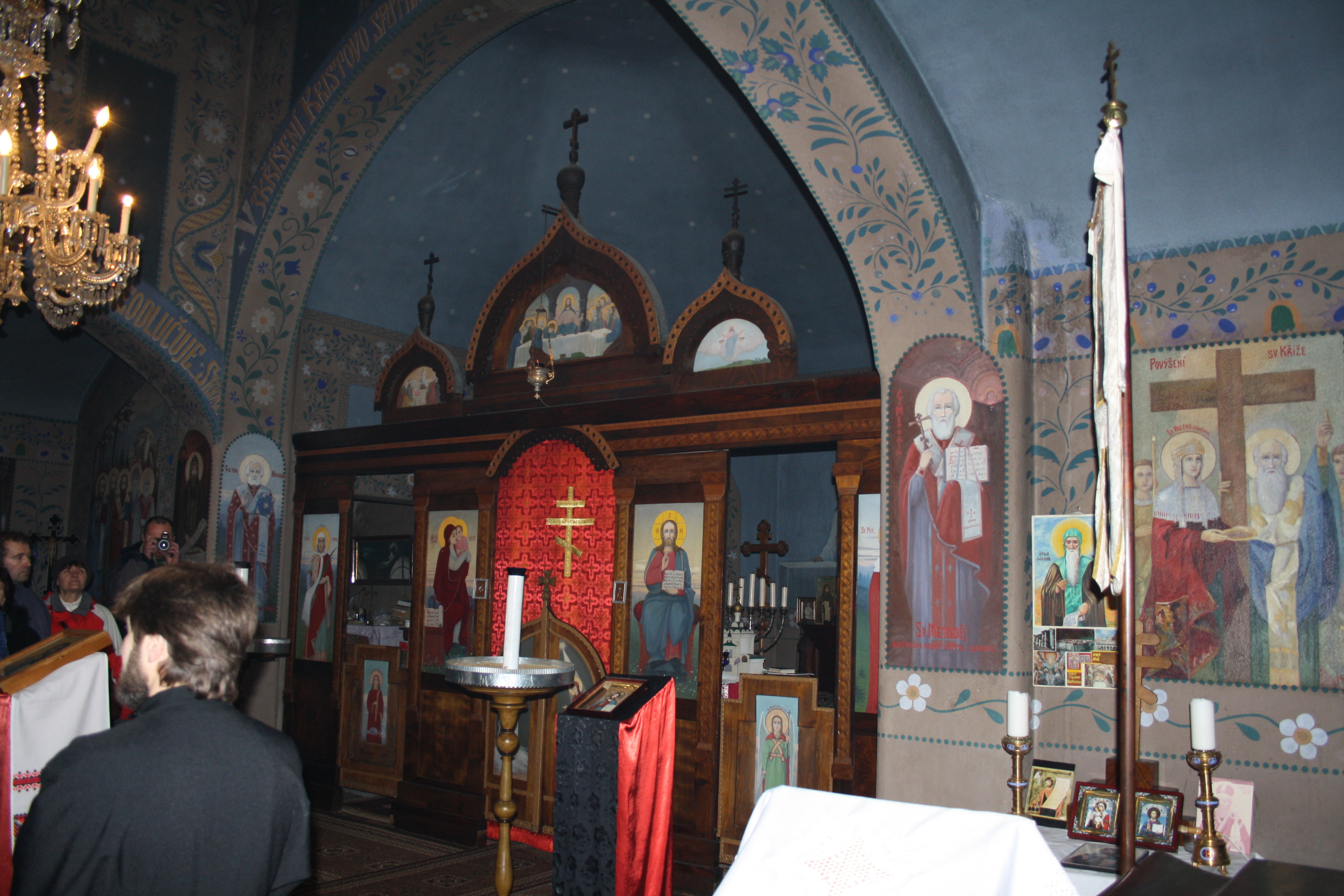
Wnętrze świątyni

Cerkiew została zbudowana w 1940 według projektu Vsevoloda Kolomacký'ego, który jest również autorem znajdujących się świątyni ikon. Kopuła cerkwi jest pozłacana.